# Stanisław Miłostan
Stanisław Miłostan (ur. 13 kwietnia 1902 w Gnieźnie, zm. 1 lipca 1963 tamże) – polski działacz komunistyczny, poseł na Sejm PRL II i III kadencji. Budowniczy Polski Ludowej.

## Życiorys
Syn Józefa i Marii, z zawodu ślusarz. W latach 1925–1938 należał do Komunistycznej Partii Polski, używał tam pseudonimu Piotr. Był członkiem egzekutywy Poznańsko-Pomorskiego Komitetu Okręgowego KPP. W styczniu 1945 wstąpił do Polskiej Partii Robotniczej. Pełnił funkcję I sekretarza Komitetu Powiatowego PPR w Gnieźnie i od 1946 w Gostyniu. W grudniu 1948 wraz z PPR przystąpił do Polskiej Zjednoczonej Partii Robotniczej, gdzie do 1949 był I sekretarzem Komitetu Powiatowego w Gorzowie Wielkopolskim, a następnie (do 1951) I sekretarzem gorzowskiego Komitetu Miejskiego partii. W 1951 został I sekretarzem KP w Środzie Wielkopolskiej, a w 1959 zastępcą członka Komitetu Centralnego PZPR – pełnił obie funkcje do końca życia. Był też członkiem Komitetu Wojewódzkiego PZPR w Poznaniu.
Został pochowany na cmentarzu w Środzie Wielkopolskiej, w kwaterze Powstańców Wielkopolskich.

## Odznaczenia
- Order Budowniczych Polski Ludowej (1959)[1]
- Order Sztandaru Pracy II klasy